# Bolesław Borkowski
Bolesław Stanisław Borkowski (ur. 24 marca 1896 w Elizenthalu (Mariampol), zm. 15 marca 1949 we Wrocławiu) – pułkownik dyplomowany piechoty Wojska Polskiego, kawaler Orderu Virtuti Militari.

## Życiorys
Syn Kazimierza i Bronisławy z domu Czyżewskiej. Był członkiem Związku Strzeleckiego. W czasie I wojny światowej walczył w Legionach Polskich. Był żołnierzem 2 pułku piechoty, a następnie oficerem 4 pułku piechoty. 1 maja 1916 awansował na chorążego. W 1917 służył w Krajowym Inspektoracie Zaciągu. Podczas wojny był wielokrotnie ranny. W lipcu 1917, po kryzysie przysięgowym, został internowany w Forcie Beniaminów. 
Z dniem 15 listopada 1918 został przyjęty do Wojska Polskiego z zatwierdzeniem, tymczasowo, stopnia podporucznika nadanego przez generała majora Bolesława Roję. W latach 1919–1920 walczył na wojnie z bolszewikami. 19 sierpnia 1920 został zatwierdzony w stopniu kapitana z dniem 1 kwietnia 1920, w piechocie, w grupie oficerów byłych Legionów Polskich.
3 maja 1922 został zweryfikowany w stopniu kapitana ze starszeństwem z dniem 1 czerwca 1919 i 227. lokatą w korpusie oficerów piechoty. Jego oddziałem macierzystym był 4 pp Leg. W latach 1922–1924 pełnił służbę w Oddziale I Sztabu Generalnego w Warszawie na stanowisku kierownika referatu bezpieczeństwa, pozostając oficerem nadetatowym 64 pułku piechoty w Grudziądzu. Za ten dwuletni okres służby uzyskał pochwałę ówczesnego szefa Sztabu Generalnego, generała dywizji Stanisława Hallera, która została opublikowana w „Polsce Zbrojnej”. 31 marca 1924 awansował na majora ze starszeństwem z dniem 1 lipca 1923 i 73. lokatą w korpusie oficerów piechoty. Z dniem 1 listopada 1924 został przydzielony do Wyższej Szkoły Wojennej w Warszawie, w charakterze słuchacza IV Kursu Doszkolenia. 15 października 1925, po ukończeniu kursu i otrzymaniu dyplomu naukowego oficera Sztabu Generalnego, został przeniesiony do 15 pułku piechoty „Wilków” w Dęblinie na dowódcę III batalionu. 
3 listopada 1926 został przeniesiony do dowództwa 16 Pomorskiej Dywizji Piechoty w Grudziądzu na stanowisko szefa sztabu. 31 października 1927 roku został przeniesiony do kadry oficerów piechoty z równoczesnym przydziałem do Oddziału I Sztabu Głównego w Warszawie. 24 grudnia 1929 awansował do stopnia podpułkownika ze starszeństwem z dniem 1 stycznia 1930 roku i 8. lokatą w korpusie oficerów piechoty. W 1931 pełnił służbę na stanowisku szefa Wydziału Ogólno-Mobilizacyjnego Oddziału I Sztabu Głównego. Z dniem 1 września 1932 został przeniesiony do 40 pułku piechoty „Dzieci Lwowskich” we Lwowie na stanowisko zastępcy dowódcy pułku. W 1934 został dowódcą 21 pułku piechoty „Dzieci Warszawy” w Warszawie. Na pułkownika awansował ze starszeństwem z  dniem 19 marca 1938 roku w korpusie oficerów piechoty. Od listopada 1938 do marca 1939 był słuchaczem Kursu Doskonalącego dla oficerów dyplomowanych przy Wyższej Szkoły Wojennej w Warszawie. Po ukończeniu kursu został wyznaczony na stanowisko kwatermistrza w Dowództwie Okręgu Korpusu Nr VII w Poznaniu. 
W czasie kampanii wrześniowej był kwatermistrzem Armii „Poznań”. Walczył w bitwie nad Bzurą. 21 września 1939 w Burakowie został ranny od ognia artylerii niemieckiej, lecz zdołał się przedostać do Warszawy. Od 28 września 1939, po kapitulacji stolicy, przebywał w niewoli niemieckiej. 27 września 1944 został ranny w czasie omyłkowego nalotu brytyjskich bombowców na Oflag VI B Dössel.
Był żonaty i maił troje dzieci: Henryka (ur. 7 marca 1923), Wandę (ur. 2 kwietnia 1927) oraz Jerzego (ur. 6 listopada 1928).

## Ordery i odznaczenia
- Krzyż Srebrny Orderu Wojskowego Virtuti Militari nr 6198[1][21] – 17 maja 1922[22][23]
- Krzyż Niepodległości – 6 czerwca 1931[24][25]
- Krzyż Kawalerski Orderu Odrodzenia Polski – 9 listopada 1931[26][25]
- Krzyż Walecznych[25][25]
- Złoty Krzyż Zasługi – 10 listopada 1928[27][25]
- Medal Pamiątkowy za Wojnę 1918–1921[25]
- Medal Dziesięciolecia Odzyskanej Niepodległości[25]